# 楊廷詔
楊廷詔，贵州思南府安化县籍江西丰城县人，明朝政治人物，同進士出身。

## 生平
萬曆三十四年（1606年）丙午科貴州鄉試第一名解元，萬曆四十四年（1616年）丙辰科進士，三甲一百七十三名，大理寺觀政，四十八年七月授福建南靖縣知縣，天啓二年調龍溪縣，四年本省同考，五年行取，授礼部儀制司主事，崇祯元年改吏部稽勋司主事，升吏部郎中，遷湖廣驛傳道。

## 家族
曾祖楊鳳祥。祖父楊文礼。父楊丁珵。